# Вулиця Лук'янова (Черкаси)
Ву́лиця Лук'янова — вулиця в Черкасах.

## Розташування
Вулиця починається від вулиці Вернигори і простягається на південний захід, впираючись у вулицю Автомобілістів.

## Опис
Вулиця неширока, повністю асфальтована.

## Походження назви
Вулиця була утворена 1974 року і названа на честь Олексія Лук'янова, Героя Радянського Союзу.

## Будівлі
По вулиці розташовані багатоповерхові будинки та промислові підприємства. На початку вулиці знаходиться Черкаський колегіум «Берегиня».